# Киндешть (комуна, Ботошань)
Киндешть, Киндешті (рум. Cândești) — комуна у повіті Ботошані в Румунії. До складу комуни входять такі села (дані про населення за 2002 рік):
- Віцкань (373 особи)
- Келінешть (168 осіб)
- Киндешть (1208 осіб) — адміністративний центр комуни
- Талпа (496 осіб)

Комуна розташована на відстані 387 км на північ від Бухареста, 40 км на північний захід від Ботошань, 135 км на північний захід від Ясс.

## Населення
У 2009 року у комуні проживали 2187 осіб.

## Зовнішні посилання
- Дані про комуну Киндешть на сайті Ghidul Primăriilor [Архівовано 14 Травня 2012 у Wayback Machine.]